# Pauliberg
Pauliberg är ett berg i Österrike.   Det ligger i distriktet Oberpullendorf och förbundslandet Burgenland, i den östra delen av landet, 70 km söder om huvudstaden Wien. Toppen på Pauliberg är 498 meter över havet.
Terrängen runt Pauliberg är huvudsakligen kuperad, men österut är den platt. Terrängen runt Pauliberg sluttar österut. Närmaste större samhälle är Mattersburg, 15,6 km norr om Pauliberg. 
I omgivningarna runt Pauliberg växer i huvudsak blandskog. Runt Pauliberg är det ganska tätbefolkat, med 54 invånare per kvadratkilometer.